# لويس مارين (سياسي)
لويس مارين (بالفرنسية: Louis Marin) هو سياسي فرنسي، ولد في 7 فبراير 1871 في فرنسا، وتوفي بنفس المكان في 23 مايو 1960. حزبياً، نشط في Republican Federation ‏. انتخب نائب فرنسي.

## روابط خارجية
- لويس مارين على موقع مونزينجر (الألمانية)